# 中村城 (土佐国)
中村城（なかむらじょう）は、高知県四万十市（旧中村市）丸の内に中世から近世にかけてあった日本の城（平山城跡）。別名為松城。四万十市指定史跡。土佐一条氏の居城だった。

## 歴史

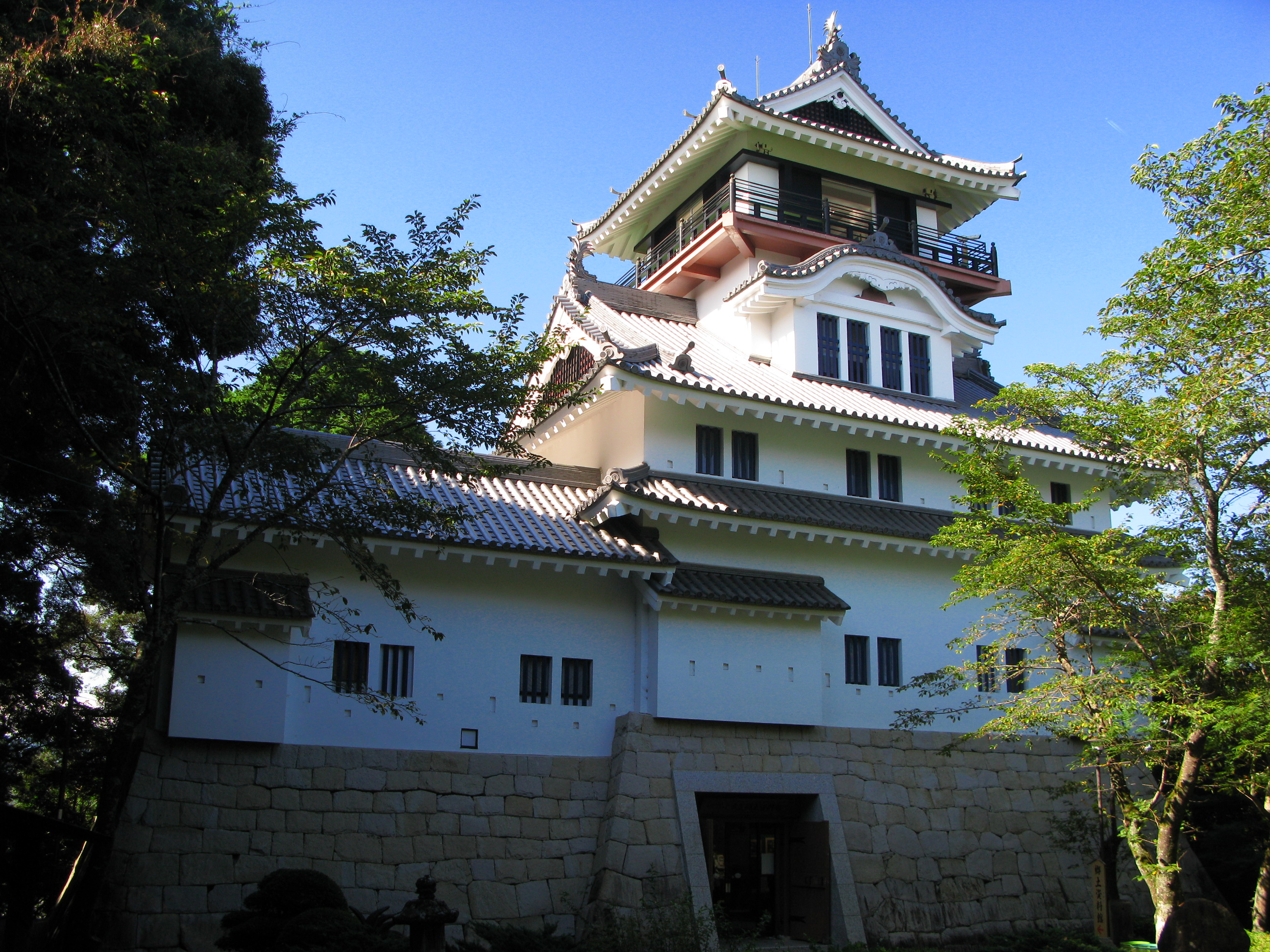
四万十市立郷土資料館

応仁の乱を避けた一条教房が、応永2年に荘園（幡多荘）であった中村に下向しそのまま土着し、元々この地にいた豪族の為松氏が家老として取り立てられ、その為松氏により築城されたのが始まりと考えられている。
代替わりして一条兼定の時、兼定は豊後へ追放され、その後一条家は長宗我部元親に攻められて滅亡した。
天正2年（1574年）、吉良親貞が城主になるが2年後に死去。
関ヶ原の戦い後、戦功により山内一豊に土佐一国が与えられ、山内一豊の弟康豊が入城して修築されるが、元和の一国一城令に伴い廃城となった。
城は西に四万十川、東に後川が流れ、中村平野を一望できる標高約70mの丘陵に築城され、面積はおよそ10,586m2あり、東城、為末城、中ノ森、御城、今城の5群の曲輪群で構成されていたが、遺構は為末城の土塁や石垣のみが残っている。石垣は1965年（昭和40年）に発見された高石垣で、中村藩2万石2代藩主山内政豊時代の慶長18年（1613年）に修復されたものであると考えられている。現在は「為松公園」になっており、二の丸跡に模擬天守の四万十市立郷土資料館がある。ただし、この四万十市立郷土資料館の建物の外観は犬山城をモデルに設計されている。